# Tláhuac
Koordinaten: 19° 17′ 16″ N, 99° 0′ 27″ W
Tláhuac ist einer von 16 Bezirken (demarcaciones territoriales) von Mexiko-Stadt, der sich im Südosten der mexikanischen Hauptstadt befindet. Tláhuac grenzt im Norden an Iztapalapa, im Westen an Xochimilco, im Süden an Milpa Alta und im Osten an den Bundesstaat México.

## Bedeutung des Namens
Die Bezeichnung Tláhuac stammt aus dem Nahuatl, ist eine Kurzform des Wortes Cuitláhuac und bedeutet in etwa Ort derer, die sich um das Wasser kümmern. Es ist eine Anspielung auf die Lage des ursprünglichen Ortes Tláhuac auf einer Insel im See zwischen Chalco und Xochimilco.

## Geschichte
Der heutige Ort San Pedro Tláhuac wurde 1222 von den Chichimeken auf einer Insel des alten Xochimilco-Sees gegründet.
Im 14. Jahrhundert wurde der Ort zunächst von den Tepaneken erobert und später geriet er unter die Vorherrschaft der Azteken.
Nachdem Tláhuac seit 1786 zu diversen Regierungsbezirken gehörte (mal zu Mexiko-Stadt, mal zu Xochimilco und mal zum Bundesstaat México), wurde es 1924 noch einmal für vier Jahre unabhängig, bevor es 1928 mit Bildung der Bezirke von Mexiko-Stadt wieder ein Bestandteil der mexikanischen Hauptstadt wurde.
Die wichtigsten Viertel des heutigen Bezirks sind neben San Pedro Tláhuac die ebenfalls in vorspanischer Zeit gegründeten Orte San Andrés Mixquic, San Nicolás Tetelco, San Juan Ixtayopan, Santa Catarina Yecahuitzotl, Santiago Zapotitlán und San Francisco Tlaltenco. Insgesamt umfasst der Verwaltungsbezirk 41 Ortschaften.

## Gegenwart

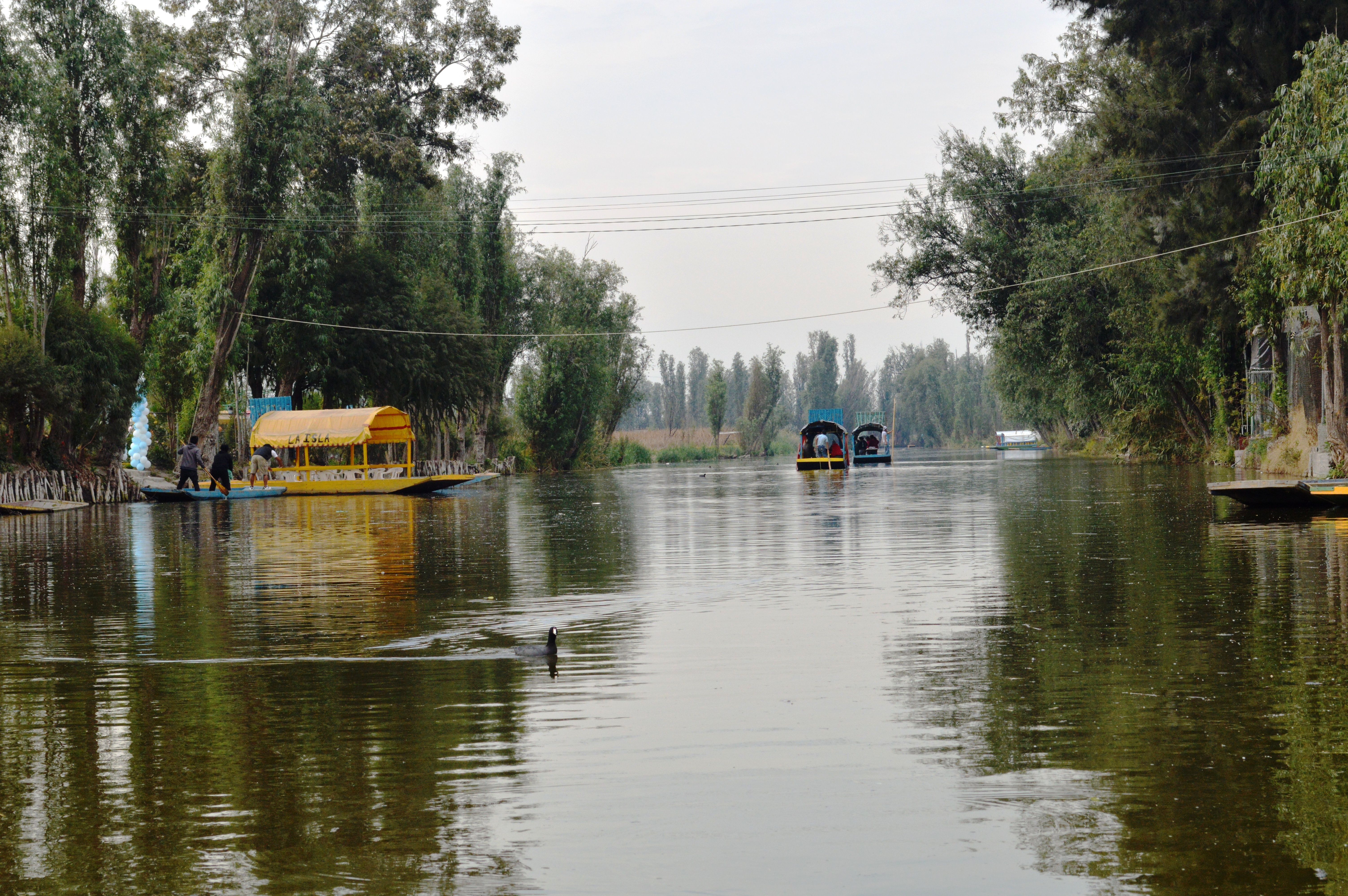
Lago de los Reyes Aztecas

Tláhuac hat eine lange landwirtschaftliche Tradition und verfügt über ausgedehnte Gras- und Weideflächen, aber auch über vulkanische Erhebungen. Durch den rasant gestiegenen Wohnbedarf aufgrund der Bevölkerungszunahme von Mexiko-Stadt wurden, vor allem im Norden unweit des Bezirks Iztapalapa, seit Mitte des 20. Jahrhunderts diverse Wohngebiete erschlossen. Diese sind für die Hauptstadtbewohner insofern attraktiv, als die Immobilienpreise in dieser Region noch als erschwinglich gelten.
Zu den touristischen Attraktionen zählen der Bosque de Tláhuac, der Parque de los Olivos, der Lago de los Reyes sowie die Regionalmuseen von Tláhuac und Mixquic.